# 奥列克西·布里亚琴科
奥列克西·布里亚琴科（Oleksii Buriachenko，1984年1月17日—），是一位乌克兰政治学家、律师、分析师、研究员、人权活动家和公共人物。他是政府和非政府部门管理专家，专攻全球安全架构。

## 早年生活
亚历克谢·布里亚琴科于1984年1月17日出生在维尼察。2006年，他以优异成绩从亚罗斯拉夫·穆德里国立法学大学毕业，主修法学，并获得了律师资格。2008年，他以优异成绩从基辅国立贸易经济大学维尼察分校毕业，主修国家财政和审计，获得了金融专家和经济学家-金融家的学位。
2014年，他完成了得到乌克兰外交部、德国驻乌克兰大使馆和乌克兰国际政治研究所支持的跨境合作地区学院课程。同年，他完成了由国家民主基金会（NED）和乌克兰赫尔辛基人权联盟主办的人权与公民参与课程。
2015年，他完成了以国际关系和地缘政治为重点的公民与政治学校课程，同时通过国家民主基金会的培训师课程，获得政治教育培训师证书。
次年，他完成了政治教育学院的欧洲政治项目和北约信息与文献中心的欧亚团结学校项目。此外，在2018年，他完成了由美国国际开发署（USAID）、总统艾滋病病毒特别计划（PEPFAR）和德勤（Deloitte）赞助的当代公共卫生方面的认证教育课程。

## 职业生涯
从2007年到2016年，布里亚琴科在乌克兰的多所大学教授政治学、法学、医药法和药物法等课程。2015年至2016年间，他被邀请为国家警察新兵授课，涉及人权、宪政、法治以及执法机构与公民社会的合作主题。

## 政府服务
自2017年以来，布里亚琴科一直在公共服务领域工作。他曾担任敖德萨州波迪尔地区行政管理区的第一副区长，后来成为苏梅州利波沃多林斯基地区行政管理区的第一副区长。他参与了跨境合作问题和分权改革的实施。
在2018年，他成为乌克兰卫生部结核病和艾滋病/HIV国家委员会的方案委员会成员。
在2017年和2018年之间，他担任苏梅州公共卫生中心的主任。他主导了乌克兰卫生部标准区域公共卫生方案的制定。
2018年，他参与了由全球抗击艾滋病、结核病和疟疾基金支持的项目的实施。

## 政治活动
布里亚琴科（Buriachenko）是乌克兰人民力量党的创始人之一。2015年，他成为该党维尼察地区组织的负责人。
他领导了2014年乌克兰议会选举在维尼察地区的竞选活动。
2017年，由于被任命为敖德萨州波第尔地区行政管理局副局长，他暂时中止了在该党的党员资格。

## 机构咨询和专业活动
自2014年以来，布里亚琴科一直是一名制定立法倡议的专家，包括治理透明度项目、巡逻警察培训建议、《关于政党国家融资的法律》草案，以及制定和执行关于公共政策更好管理的培训计划。

## 公共活动
2017年，布里亚琴科参与创建了“祖国保卫”青年民族爱国教育研究所，巩固了青年民族爱国教育体系。
此外，2019年，他是“团结对话”平台的发起人和开发者之一，该平台旨在加强政府和非政府部门之间的合作，解决涉及乌克兰人移民和在国外保护公民权利的问题。
自2014年以来，他一直是电视和广播节目中的常任发言人，作为政治事务的受邀专家。
布里亚琴科担任“国际小社区协会”的执行董事职务，该协会是地方自治机构的组织。

## 学术工作
自2016年以来，他一直从事科学研究，重点关注全球安全体系和研究乌克兰政党声望，以及乌克兰社会政治文化的形成和实际化特征。